# The Genius of Ray Charles
A The Genius of Ray Charles Ray Charles hatodik nagylemeze. 2003-ban 263.-ként bekerült a Rolling Stone magazin Minden idők 500 legjobb albuma listájára.
Az A-oldalon eredetileg a Ray Charles Band szerepelt David "Fathead" Newman-nel, valamint a Count Basie és Duke Ellington zenészeivel. Az A-oldal dalait Quincy Jones hangszerelte.
A B-oldalon szereplő dalokat Ralph Burns hangszerelte. A Come Rain or Come Shine című dalban nyújtott teljesítménye vonta a figyelmet hangjára.
Szerepel az 1001 lemez, amit hallanod kell, mielőtt meghalsz című könyvben.

## Az album dalai

### Első oldal
|    | Cím                      | Szerző(k)                             | Hossz |
| -- | ------------------------ | ------------------------------------- | ----- |
| 1. | Let the Good Times Roll  | Sam Theard, Fleecie Moore             | 2:53  |
| 2. | It Had to Be You         | Gus Kahn, Isham Jones                 | 2:45  |
| 3. | Alexander's Ragtime Band | Irving Berlin                         | 2:53  |
| 4. | Two Years of Torture     | Percy Mayfield, Charles Joseph Morris | 3:25  |
| 5. | When Your Lover Has Gone | Einar Aaron Swan                      | 2:51  |
| 6. | 'Deed I Do               | Walter Hirsch, Fred Rose              | 2:27  |

### Második oldal
|    | Cím                               | Szerző(k)                      | Hossz |
| -- | --------------------------------- | ------------------------------ | ----- |
| 1. | Just for a Thrill                 | Lil Hardin Armstrong, Don Raye | 3:26  |
| 2. | You Won't Let Me Go               | Bud Allen, Buddy Johnson       | 3:22  |
| 3. | Tell Me You'll Wait for Me        | Charles Brown, Oscar Moore     | 3:25  |
| 4. | Don't Let the Sun Catch You Cryin | Joe Greene                     | 3:46  |
| 5. | Am I Blue                         | Grant Clarke, Harry Akst       | 3:41  |
| 6. | Come Rain or Come Shine           | Johnny Mercer, Harold Arlen    | 3:42  |

## Közreműködők

### Első oldal
- Ray Charles – zongora és ének
- Clark Terry – trombita
- Ernie Royal – trombita
- Joe Newman – trombita
- Snookie Young – trombita
- Marcus Belgrave – trombita
- John Hunt – trombita
- Melba Liston – harsona
- Quentin Jackson – harsona
- Thomas Mitchell – harsona
- Al Gray – harsona
- Frank Wess – ajaksípos hangszerek, alt- és tenorszaxofon
- Marshall Royal – altszaxofon
- Paul Gonsalves – tenorszaxofon (Two Years of Torture – szóló)
- Zoot Sims – tenorszaxofon (Let the Good Times Roll, Alexander's Ragtime Band és Deed I Do)
- Billy Mitchell – tenorszaxofon (It had to be You, Two Years of Torture és When Your Lover Has Gone)
- David "Fathead" Newman – tenorszaxofon (Let the Good Times Roll, When Your Lover Has Gone, 'Deed I Do – szólók)
- Quincy Jones – hangszerelés, karmester

### Második oldal
- Ray Charles – zongora és ének
- Allen Hanlon – gitár
- Wendell Marshall – nagybőgő
- Ted Sommer – dob
- Bob Brookmeyer – harsona
- Harry Lookofsky – koncertmester
- Ismeretlen – fafúvós és vonós hangszerek
- Ralph Burns – hangszerelés

### További közreműködők
- Nat Hentoff – jegyzetek
- Bill Schwartau és Tom Dowd – hangmérnök